# HBasic
HBasic es un entorno de desarrollo integrado libre para crear, ejecutar y depurar programas en un lenguaje de programación estilo BASIC. HBasic posee características de programación orientada a objetos en combinación con componentes precompilados en C++ (bibliotecas compartidas) o definiciones de clases (en su código fuente). Esto incluye un tipo de herencia.
HBasic corre en GNU/Linux y utiliza las bibliotecas gráficas de KDE. HBasic se distribuye bajo los términos de la licencia GPL.